# Guernsey-i font
A Guernsey-i font (angolul: Guernsey pound) a Guernsey-i parlament által kibocsátott pénznem. Guernsey valutaunióban van az Egyesült Királysággal, ezért a Guernsey-i font nem önálló valuta, hanem font sterlingre szóló bankjegyek és érmék helyi kiadása – hasonlóan a Skóciában és Észak-Írországban kibocsátott pénzekhez. Névértéken átváltható bármely más font sterlingre szóló pénzre. A papír 1 fontos kivételével valamennyi érmén és bankjegyen II. Erzsébet brit királynő portréja szerepel fő motívumként.

## Története
A 19. század elejéig Guernsey elsősorban francia pénzt használt. 1830-tól double (dupla) néven rézpénzeket vertek a szigeten; 80 érme ért egy francia frankot. A név a francia double deniers elnevezésből származott (a. m. kétszeres denier), habár az érme értéke az akkor még forgalomban lévő liard (három denier) értékével egyezett meg. 1, 2, 4 és 8 double értékű érméket vertek, a nyolcast Guernsey-i penny néven emlegették, amelyből 12 ért egy Guernsey-i shillinget (azaz 1,2 frankot). A Guernsey-i shilling azonban nem volt egyenértékű a brit shillinggel, amely 1,26 frankot ért (1 font sterling akkor 25,22 frankot ért). Vagyis egy font sterling 21 Guernsey-i shillinggel volt egyenlő.
Font bankjegyeket már 1827-től adtak ki Guernsey-ben. 1914-ben három új bankjegy jelent meg, ebből kettő Guernsey-i shillingre, illetve frankra szólt (nevezetesen: 5 shilling / 6 frank és 10 shilling / 12 frank), míg a harmadik névértéke egy font volt.
1921-ben a font sterlinggel egyértékű fontot vezettek be Guernsey-be, a double értéke ezzel együtt 1/2016-ról 1/1920 fontra emelkedett. Az első világháborúban kiadott pénzeket British felirattal bélyegezték felül a változás jelzésére. Új bankjegyek és brit ezüstök forogtak együtt a double érmékkel. 1956-tól külön hárompennys érmét vertek Guernsey számára.
1971-ben – a britekkel egy időben – Guernsey is áttért a tízes alapú pénzrendszerre, és ½p-től 50p-ig saját érméket hozott forgalomba. Később ezeket kiegészítették egy- és kétfontos érmékkel.
Guernsey szigetén a Guernsey-i font mellett más font sterlingre szóló (angol, skót, északír kiadású) bankjegyeket is elfogadnak. Néhány boltban euróval is lehet fizetni.
A Guernsey-i font csak Guernsey-n törvényes fizetőeszköz, de Jersey-n is szabadon forog. Az Egyesült Királyság többi részén pénzváltókban vagy bankokban lehet átváltani.

## Érmék
Az érmék előoldalán 1985 óta egységesen II. Erzsébet brit királynő portréja látható, a korábbi kiadásokon még a sziget címere szerepelt.
| Érték    | 1968-1984                                   | 1985 óta        |
| -------- | ------------------------------------------- | --------------- |
| ½ penny  | szám                                        |                 |
| 1 penny  | Gannet                                      | tarisznyarák    |
| 2 penny  | szélmalom                                   | tehén           |
| 5 penny  | Guernsey-i lily                             | jachtok         |
| 10 penny | tehén                                       | paradicsom      |
| 20 penny | Guernsey milk can                           | térkép          |
| 50 penny | Normandiai herceg                           | frizéria        |
| 1 font   | Guernsey lily (1981) H.M.S. Crescent (1983) | absztrakt forma |
| 2 font   |                                             | zászló          |

## Bankjegyek
A sziget papírpénzein 1994 óta egységesen II. Erzsébet portréja szerepel fő motívumként, az 1 fontos címletet kivételével. Az 5, a 10 és a 20 fontost korszerűsítették, valamennyit ellátták bújtatott fémszállal, a 20-as címletet pedig hologrammal is. 
| Névérték | Méret       | szín             | előlap                                              | hátlap                                                                   |
| -------- | ----------- | ---------------- | --------------------------------------------------- | ------------------------------------------------------------------------ |
| 1 font   | 128 x 65 mm | zöld             | St Peter Port piaca                                 | Daniel De Lisle Brock, 1762-1842, St Peter Port-i királyi bíróság, 1840  |
| 5 font   | 135 x 70 mm | rózsaszín        | II. Erzsébet brit királynő, a falu temploma         | Fort Grey erőd, Hanois világítótorony 1862                               |
| 10 font  | 142 x 75 mm | kék/narancssárga | II. Erzsébet brit királynő, Elizabeth College       | Saumarez Park, Les Niaux Watermill, Le Trepid Dolmen                     |
| 20 font  | 149 x 80 mm | rózsaszín        | II. Erzsébet brit királynő, St. James-koncertterem  | St. Sampson-i templom Vale kastély, hajók                                |
| 50 font  | 156 x 85 mm | barna            | II. Erzsébet brit királynő, Királyi Bíróság épülete | Point de la Mare, St La Gran'mère, letter of marque, Szt. András-templom |

## Emlékbankjegyek
| Névérték | Méret       | Szín      | Leírás                     | Leírás                                                 | Dátumok   | Dátumok           | Megjegyzés                                                             |
| Névérték | Méret       | Szín      | Előoldal                   | Hátoldal                                               | nyomtatás | kibocsátás        | Megjegyzés                                                             |
| -------- | ----------- | --------- | -------------------------- | ------------------------------------------------------ | --------- | ----------------- | ---------------------------------------------------------------------- |
| 20 font  | 150 x 80 mm | rózsaszín | II. Erzsébet brit királynő | St. Sampson-i templom, Vale kastély, hajók             | 2012      | 2012              | II. Erzsébet trónra lépésének 60. évfordulójára bocsátották ki         |
| 20 font  | 150 x 80 mm | rózsaszín | II. Erzsébet brit királynő | St. Sampson-i templom, Vale kastély, hajók és pipacsok | 2018      | 2018. november 8. | Az első világháború végének 100. évfordulója alkalmából bocsátották ki |